# Diablada de Oruro
La diablada o llama llama (Danza de diablos) es una danza primigénia, típica y principal de la región de Oruro, en Bolivia, llamada así por la careta y el traje de diablo que usan los bailarines.
El investigador Max Harris, considera que la leyenda del Chiru-Chiru estaría relacionada con la rebelión de Túpac Amaru II que se expandió a Oruro que inició el 10 de febrero. Sin embargo, el Chiru-Chiru fue un personaje real que existió en los años 1780 en Oruro, siendo un conocido ladrón benefactor de los pobres, quien después de ser malherido fue encontrado muerto en el Socavón de una mina y junto a su cuerpo la imagen de la virgen.

## Antecedentes

### Antecedentes españoles

#### Los Agustinos y la Virgen de la Candelaria

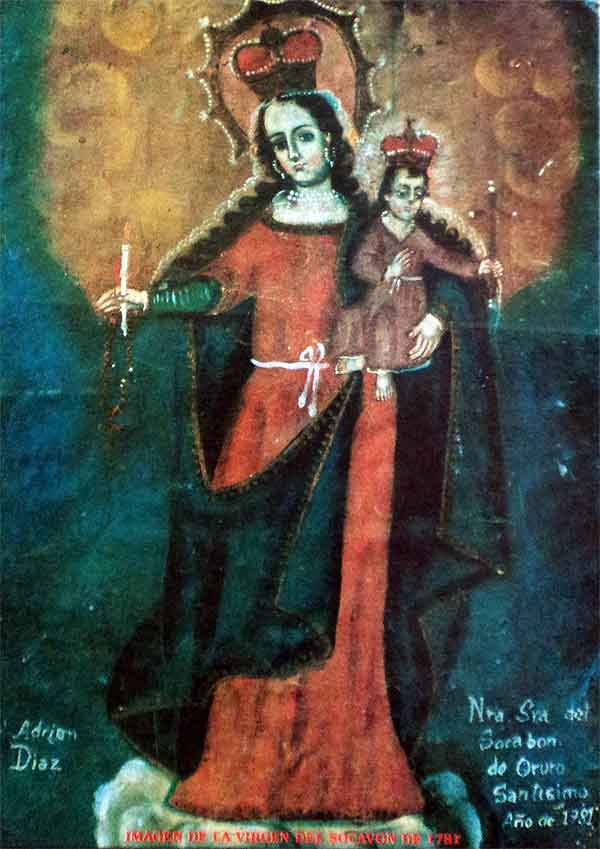
La Virgen del Socavón de 1781, Oruro, Bolivia donde la Virgen del Socavón fue elegida como patrona de la ciudad y su culto se expandió en la región.

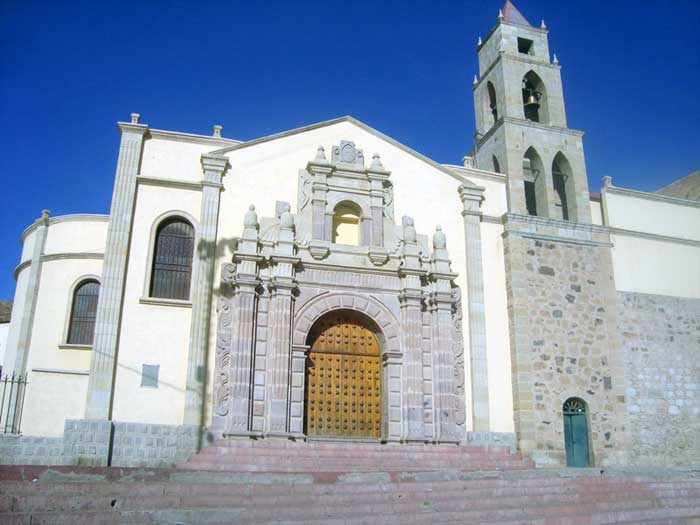
Santuario del socavón en Oruro, Bolivia

En Oruro existe un santuario en honor a la Virgen del Socavón (nombre dado a la Virgen de la Candelaria en Oruro) quien era venerada originalmente el 2 de febrero, pero esta fecha se desplazó a las fechas del carnaval en esta ciudad durante el periodo de independencia boliviana.
Solicitados por el encomendero de Paria, Lorenzo de Aldana, los padres agustinos vinieron desde España y se dedicaron a la evangelización del Altiplano boliviano. Sus primeras llegadas son en Challacollo, Paria, Toledo (en Oruro) y Capinota (en Cochabamba) en 1559. El encomendero de Paria, Lorenzo de Aldana, había creado un Mayorazgo o fundación benéfica a favor de la religión y de los indígenas encomendados a él, Aldana muere en el 1573, diez años antes que Francisco Tito Yupanqui tallara, en 1583, la Imagen de la Candelaria para el santuario de Copacabana, igualmente confiado a los agustinos en 1588. Aldana había nacido en 1508 en Extremadura, en la ciudad de Cáceres, donde era grande la devoción a la Virgen Candelaria.
Los agustinos traían una fuerte devoción mariana desde España, donde la fiesta de la Candelaria se había establecido ya en el siglo XI como una de las cuatro principales fiestas marianas. Saliendo de España, habían tocado como último puerto, antes de cruzar el océano, Tenerife, en las Islas Canarias, donde existía un Santuario dedicado a la Virgen Candelaria. De ahí la devoción a la Candelaria “se había popularizado especialmente entre los marineros que la tomaron como abogada y la izaron al lado de los timones en las procelosas travesías hacia América.
La imagen de la Virgen Candelaria llega con los agustinos de España y con el tiempo su culto se expande de Oruro, Copacabana y otras regiones de Sudamérica.

### ElBall de diablesyEls sets pecats capitals

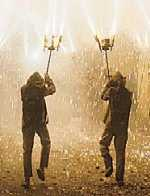
Ball de diables durante un Correfoc en Cataluña, España.

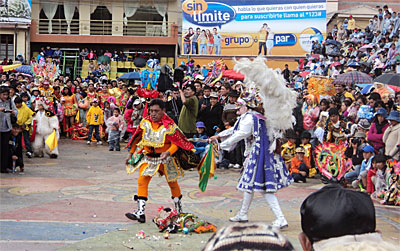
El "Relato dela Diablada" presentado por el párroco Ladislao Montealegre de la ciudad de Oruro en 1818. Mantenido y presentado hasta la fecha por la "Gran Tradicional Auténtica Diablada Oruro" en el Carnaval de Oruro.

El estudio de la diablada de 1961 de la historiadora y etnomusicóloga Julia Elena Fortún titulado: "La danza de los diablos", intenta demostrar la relación entre la diablada y dos danzas de la región de Cataluña denominadas Ball de diables y la otra Els sets pecats capitals; y más espeen jefe de la revista especializada El Dragabales durante el simposio del descubrimiento catalán de América
El Ball de diables tiene sus orígenes en un entremés del siglo XII que representaba la lucha entre el bien y el mal donde la figura del Arcángel Miguel y sus ángeles batallaron con las fuerzas del mal representado por Lucifer y sus demonios. Este acto fue representado durante el banquete de bodas del conde de Barcelona Ramón Berenguer IV y la princesa Petronila, hija del rey de Aragón y Cataluña en el año 1150.
Las danzas tradicionales y obras cortas representadas durante la celebración del Corpus Christi en España habrían sido adoptadas por la iglesia cristiana para enseñar sus doctrinas a los nativos; entonces sus festividades fueron readaptadas al nuevo calendario y sus deidades redefinidas adquiriendo formas demoníacas, representando al mal luchando en contra del poder divino. El Ball de diables fue la danza más adecuada para este propósito. La imagen del mal en la representación medieval del diablo traspasó el Atlántico.
La diablada de Oruro representa el relato de la lucha del Arcángel San Miguel y Lucifer, la diablesa China Supay y diablos acompañándolos. Ruis i Mercade sugiere que habría sido éste el relato presentado por el párroco Ladislao Montealegre de la ciudad de Oruro en 1818 inspirado en la danza catalana.
Julia Elena Fortún, a diferencia de otros historiadores no está de acuerdo con considerar a la diablada como un producto de la introducción de los autos sacramentales en los Andes, ya que entre los autos sacramentales estudiados por ella, la temática del diablo y sus tentaciones no está contemplada mientras que el relato de la danza catalana se asemejaría al de la diablada.

## La danza

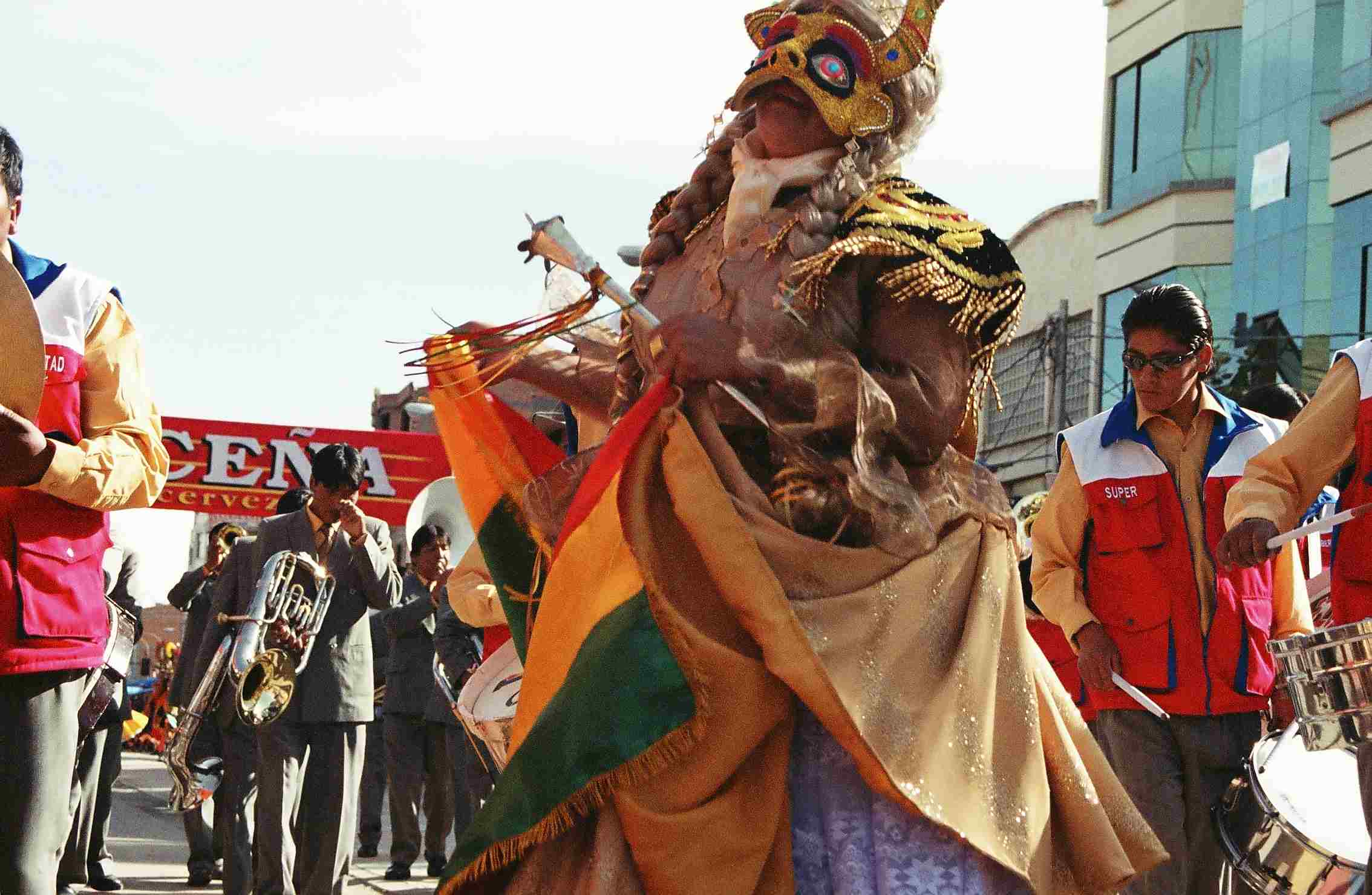
Imagen del Carnaval de Oruro.

La diablada pertenece a las danzas “enmascaradas“ más populares del altiplano boliviano. Es interpretada en el inicio del carnaval o en las procesiones en honor a un santo por "fraternidades", agrupaciones que incorporan —en algunos casos— varios cientos de participantes. Por otro lado, este baile es entendido como "la victoria del bien sobre el mal".
Todos los mitos de creación de la diablada hacen referencia a Oruro y existen muestras pictóricas que hacen alusión a la danza desde el tiempo de la América precolombina. Se distinguen dos importantes tipos de mitos: uno relacionado con el pueblo de los Urus, uno de los grupos étnicos más antiguos de Sudamérica. Sus descendientes —alrededor de 1.500 y conocidos como Uru-Chipaya—, viven cerca del lago Poopó en Oruro. Según la tradición oral, estos pobladores fueron salvados por la aparición de la "divina ñusta" Inti Wara quien les libró de las plagas enviadas por la ira del temible dios Huari (Wari).
Los otros mitos creadores revelan la relación entre el Chiru-Chiru/Nina-Nina, una especie de "Robin Hood andino", y la Virgen de la Candelaria o Virgen del Socavón cuya imagen apareció "milagrosamente" dentro de una mina de plata a finales del siglo XVIII. Otro punto de referencia son las riquezas escondidas en el interior de las minas y su correspondiente explotación por los mineros.

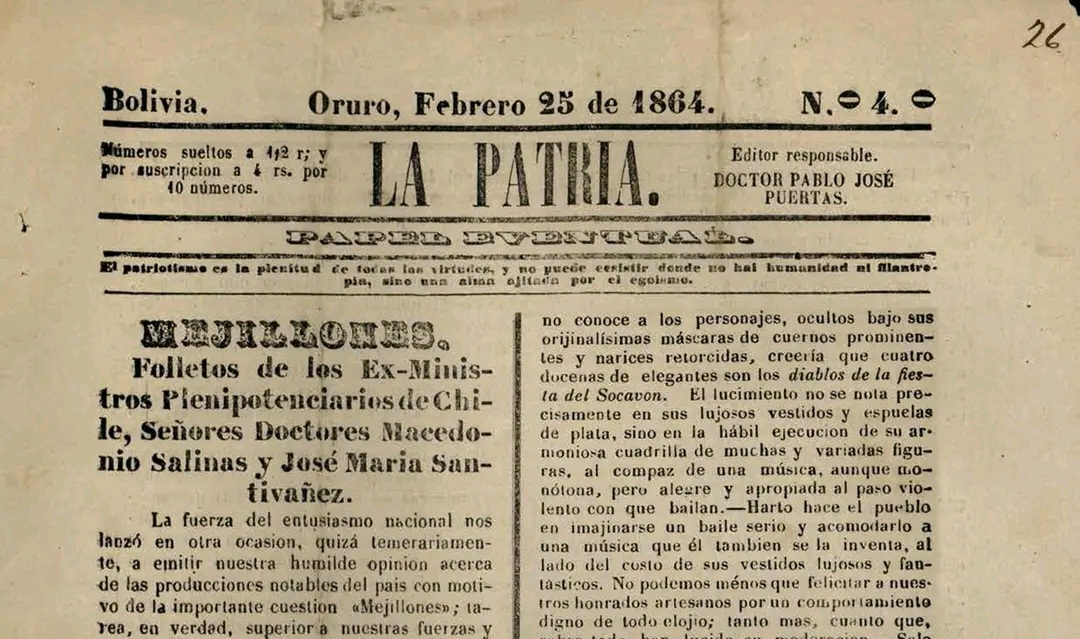
Mención a una danza de diablos en un periódico de 1868

Como testimonio de los periódicos del siglo XIX,los principales intérpretes de diablada orureña en aquella época eran los trabajadores mineros pero no los únicos; ya entonces personas vinculadas a la clase media también se convertían en diablos el sábado de Carnaval.

### Música

Copia de la partitura de 1862 de Froilan Zevillano de Profesiòn Mùsico. Música de la primera Diablada de San José de Poopó, en Oruro, que actualmente se toca y se baila en la ceremonia de El Déjame.

La música de la diablada se escribe en compás de 2/4, el tiempo de marcha y ritmo brioso. Algunos prefieren hacerlo en compás de 6/8. Es tripartita, más apropiadamente de ocho compases por periodo, como caso curioso, existen dos piezas tradicionales en las que la tercera parte esta tradicionalmente escrita en un compás de 6/8. 
Las piezas musicales datan desde inicios del siglo XVII (1606 y 1637), con la transición de las phusañas a los aerófonos (instrumentos musicales de viento) llamados propiamente los metales, el débil timbre de los instrumentos de caña como las quenas, pinquillos y otros aerófonos nativos, dieron lugar a los intensos sonidos de los cornetines o trompetas, los bugles, trompetas, trompas, bajos y contrabajos además de los tambores y bombos, estos últimos supliendo a los golpes en las wankaras.
Se recurre a la historia para tomar en cuenta el estilo de la música generada y difundida durante el periodo del renacimiento y el barroco (siglos XV, XVI, XVII) en Europa y que posteriormente se difundió en el Nuevo Mundo al igual que otras manifestaciones artísticas de ese periodo, por ejemplo la arquitectura. En la música, de manera muy especial la corriente renacentista también dio lugar a la aparición de melodías renacentistas y posteriormente barrocas con cierto "sabor" a nativismo, como por ejemplo las obras encontradas por el Maestro Carlos Seoane en el "Archivo Nacional de la República de Bolivia" intituladas Hanajpacha kusikuynin, Q'ochua la Pachamama el indio canta alegría (Juan Pérez Bocanegra - 1631). que hoy forman parte del repertorio nacional en cuanto a obras corales se refiere.
Existe una melodía de aquel estilo y de ese periodo ejecutada en nuestros días de dos maneras diferentes, una por una tropa de sicus participantes del carnaval de Oruro y otra por el grupo especializado en música renacentista y barroca "Ensemble ad libitum"; el tema es conocido como "Fiestas en la Villa de San Felipe", y probablemente haya sido tocada en los festejos de la fundación de la ciudad en 1606.
La música asociada a la danza tiene dos partes: la primera que es conocida como la marcha y la segunda llamada la mecapaqueña del diablo, algunas comparsas tocan solo la primera melodía o comienzan con la mecapaqueña en el cuarto movimiento (de a cuatro). A partir de la segunda mitad del siglo XX el "diálogo", es omitido concentrándose únicamente en la danza.
La danza de la Diablada usa los siguientes tipos de música:
- La marcha de órdenes,
- Diablada propiamente dicha,
- La Mecapaqueña (huayño alegre, mal denominado cacharpaya),
- El carnaval Oriental (bailado al estilo diablo, ajeno al estilo oriental original de Santa Cruz),
- La Cueca (bailada al estilo diablo) y
- La Cacharpaya (huayño triste, de despedida bailada el domingo de tentaciones).

### Coreografía

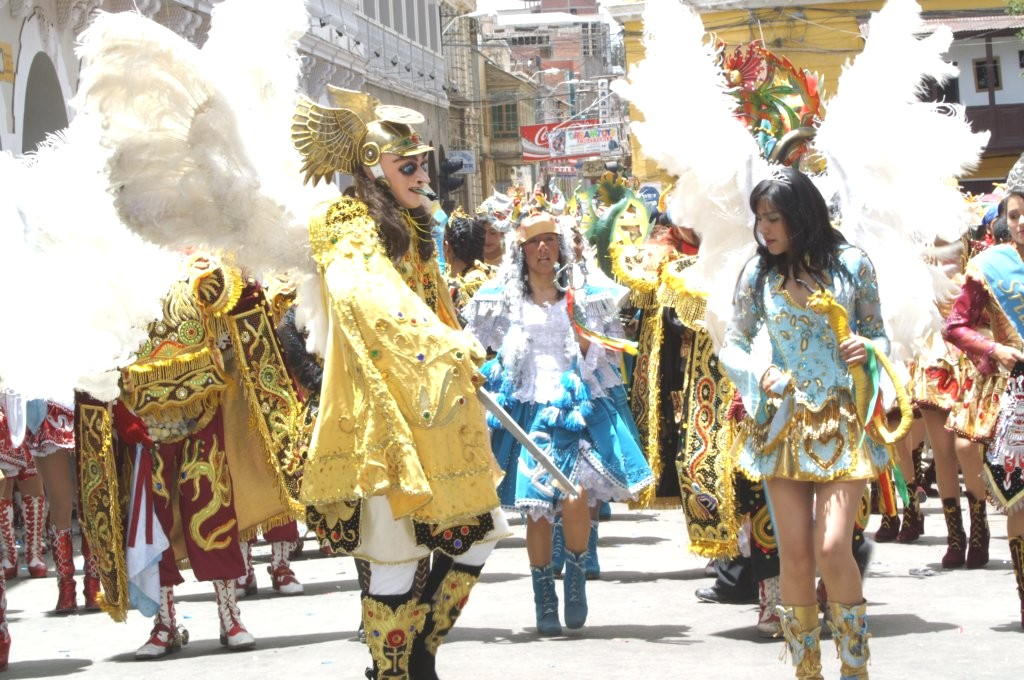
Arcángel Miguel liderando una comparsa de baile en el Carnaval de Oruro.

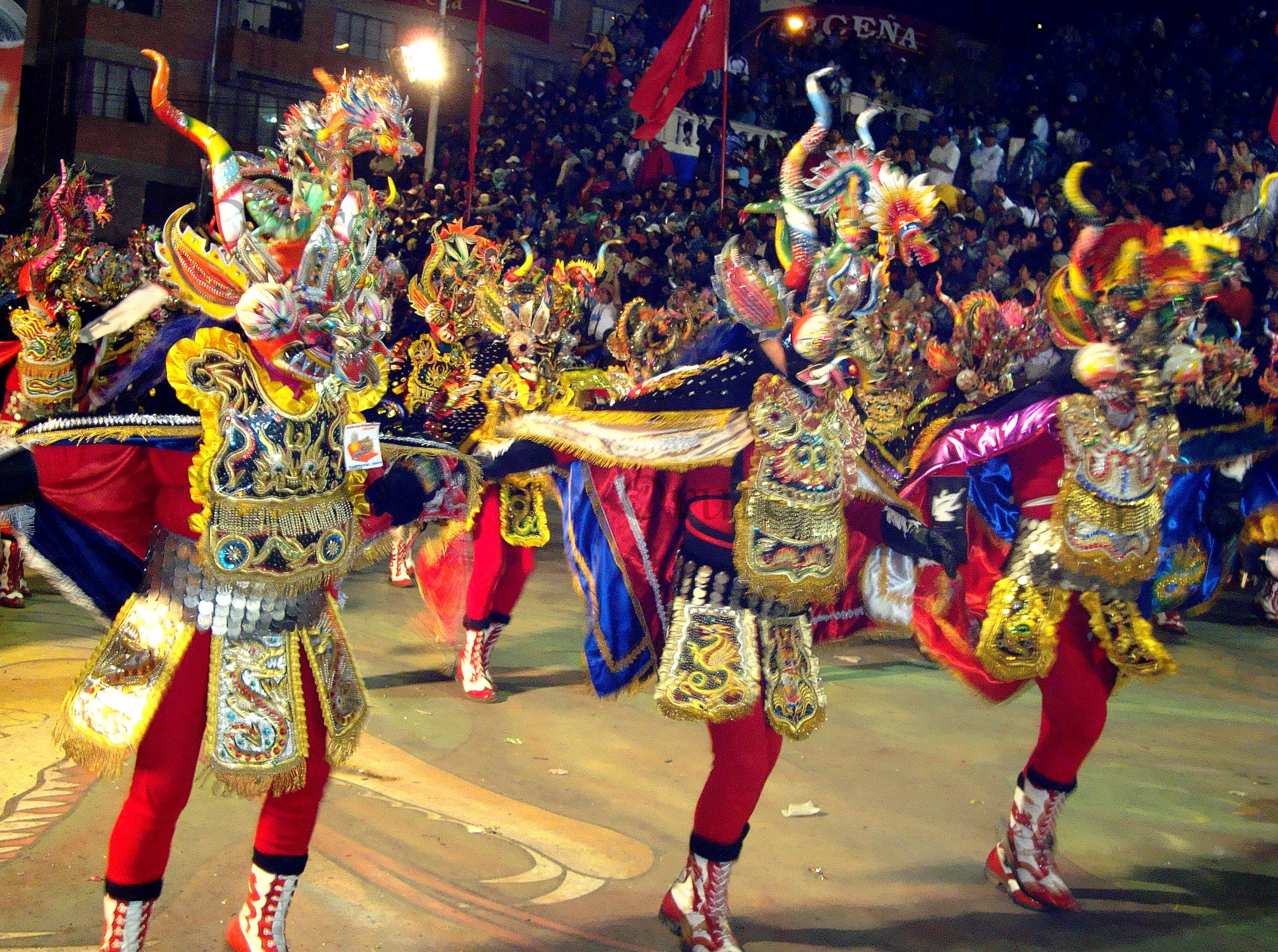
Diablos de La Diablada Ferroviaria.

La uniformidad de los trajes trajo consigo la innovación coreográfica, con la diagramación de pasos, movimientos y el diseño de figuras que no solo están preparadas para ser escenificadas en espacios abiertos, como ser avenidas, calles y plazas; sino también para el teatro o el coliseo.
Al inicio de la comparsa están Lucifer y Satanás con varias China Supay o diablescas. Le siguen los pecados La Soberbia, La Avaricia, La Lujuria, La Ira, La Gula, La Envidia, y La Pereza y después una tropa de diablos. Todos ellos están dirigidos por Arcángel San Miguel, con blusa de seda blanca, falda corta, espada y escudo.
La coreografía tiene tres versiones, cada una conformada por siete movimientos.

#### Primera versión
1. Saludo: la danza comienza con formaciones y saludos a la Virgen. Los personajes están dispuestos en dos columnas con los personajes malignos Satanás, Lucifer y la China Supay a un costado, el arcángel Miguel al otro y el cóndor en el medio. En formación ellos saludan al resto de los diablos en ambos costados.
2. Mudanzas: Los diablos comienzan sus saludos en grupos de a cuatro saltando y rebotando en uno u otro pie.
3. Cruces de paso de diablo: Cruces en forma de S en parejas e individuales.
4. Ovillo: Una columna comienza avanzando en espiral hacia el centro luego la otra columna. Satanás y Lucifer son alzados en los hombros de varios diablos para decir su arenga o relato.
5. Estrella: Representa la rebelión del resto de los diablos en contra del ángel. La figura representada es un pentagrama invertido como el sello de Baphomet también conocida como la firma del diablo. Una vez que los diablos se arrodillan, el ángel entra marchando.
6. Desvanecimiento de la estrella: Una vez que el ángel dice "oh espíritus malignos, salid de estos lugares", la estrella que disuelta, el ángel pronuncia un discurso y los diablos que representan a los siete pecados capitales se confiesan ante el ángel quien dice "contra soberbia" y el pecado grita "humildad" y apabullado con la cabeza baja se retira a su columna, una vez que los pecados son derrotados los diablos están bajo el control del ángel y la danza de triunfo y alegría es interpretada.
7. Escuadras: Formaciones con paso saltado en filas de cuatro, tres, dos y uno en frente del ángel.

#### Segunda versión
1. Mudanzas: En cada columna hay dos líderes llamados guías y trasguías. El arcángel San Miguel dirige los movimientos con un silbato, a su señal los diablos van desde los costados hacia el lugar del ángel mientras que la China Supay, Satanás y Lucifer cambian posiciones con él.a la segunda señal, los diablos hacen la misma movida pero saltando. En el centro hay un personaje complementario como ser el oso o el cóndor.
2. Ovillo: La espiral es formada y los guías y trasguías levantan a Satanás sobre sus hombros quién pronuncia su discurso. Luego la banda toca una marcha lenta y el ángel entra con paso marcial y con una cruz y un espejo deslumbra a los diablos quienes retornan a sus posiciones originales.
3. Calle: Hay una representación de la lucha entre Lucifer y el ángel quien gana, luego Satanás entra a defender a su amigo y también es derrotado. Finalmente la diablesa China Supay representando el pecado y la carne entra siendo a su vez derrotada. Luego el ángel retorna a su posición original.
4. Escuadras: la China Supay y el ángel a un lado, Lucifer y Satanás al otro danzando hacen cambios y los diablos se saludan en grupos de cuatro y dos.españoles, en este territorio no existía la figura del "diablo", que probablemente fue incorporado por las misiones cristianas. Aunque sí se encontraban dioses andinos con caracteres ambivalentes que podían "ser peligrosos".

La denominación de el Tío podría ser una deformación de la palabra española Dios. Regularmente se le hace ofrendas de coca, cigarrillos y alcohol. De esta manera, podrían haber sido los mineros los creadores de la Diablada y no carece de cierta lógica el hecho de que hayan adaptado la figura del Tío/Supay a la misteriosa escenificación barroca sobre "el bien y el mal".
Esa forma de culto no pasó desapercibida para los conquistadores españoles y pronto se empezaron a prohibir las representaciones en la danza y el teatro, medida que sin embargo tuvo poco éxito. Un detalle interesante al respecto es revelado por un autor, pues es muy común adornar las caretas de la Diablada con víboras, lagartos y sapos, por ser considerados estos animales como "símbolos sagrados" por los Urus.

## Celebraciones
Principales manifestaciones folclóricas en Bolivia:
- El Carnaval de Oruro, declarado por la Unesco como Obra maestra del Patrimonio oral e intangible de la Humanidad.
- La Fiesta del Gran Poder en La Paz.
- La Entrada Universitaria en La Paz.
- La Entrada Universitaria de Oruro.
- La Fiesta de Ch'utillos en Potosí.
- El Corso de Corsos en Cochabamba.
- La entrada de la Virgen de Urkupiña en Quillacollo, Cochabamba.
- En varias de las más de 1000 entradas folkclóricas que se realizan en Bolivia durante el año.

También es representada en otras partes del mundo donde emigraron orureños o demás bolivianos, es por ello que en lugares fronterizos con Bolivia se han llevado los trajes y música desde hace varios años.

## Expansión de la diablada en el mundo

### Perú
La banda de Pedro Pablo Corrales viajó a Puno en 1918 contratada por la comparsa Los Vaporinos.

A la puneñísima fiesta de la Candelaria, de 1918, trajo por primera vez una comparsa de diablos, don Lorenzo Rojas, quien era uno de los más importantes y connotados miembros de la sociedad mestiza y del comercio popular de la localidad. Fue todo un acontecimiento extraordinario, porque el mencionado conjunto constituía además de grupo de danzarines con suntuoso atuendo del averno, un grupo teatral que presentaba al aire libre, en los atrios de los temples y en las plazas públicas algunos melodramas religiosos como los "Siete Pecados Capitales" o sainetes burlescos en los que rutilantes figuras demoniacas dialogaban entre ellas y con el público circundante...¿De dónde salieron estos elegantes diablos enmascarados con caretas horripilantes cuajadas en saurios, ofidios, reptiles y alimañas grotescas? Pues retornaron de Bolivia a Puno como una revivencia del pasado folklórico del antiguo Perú Alto.
 Víctor Villar Nolasco, Diario Los Andes de Puno, 1918

Desde esa fecha la diablada puneña está ligada a la fiesta de la Candelaria. Esto probablemente se repitió dos veces ya que la diablada puneña desde 1922 hasta 1965 sufrió una trasnformación que se debió a que las limitaciones económicas del grupo de Vaporinos que introdujo la primera diablada, no les permitió sufragar los costos de alquiler de una banda de músicos.

A pesar de que no ha llegado a mis manos un estudio completo de la danza de los Diablos en el Perú, sobre todo en lo relativo a su origen y fechas de organización, cábeme insertar algunos informes orales recogidos de la tradición oral en Oruro. Zenón Goitia indica que el maestro de baile Pedro Pablo Corrales, padre, llevó esta farsa espectacular a Puno en 1917.
 Julia Elena Fortún, La danza de los diablos, 1961

Roberto Valencia Melgar en una publicación del periódico Los Andes de 1968 señala

Con motivo de la celebración de las fiestas patronales del 2 de febrero en homenaje a la Santísima Virgen del a Candelaria, Puno manifiesta su fervor y alegría a través de diversas danzas. La concentración de conjuntos en la ya famosa “Octava” es copiosa, transformando a la ciudad en un vasto escenario por cuyas calles desfilan cientos de danzarines luciendo fastuosos disfraces. Los que hemos nacido en esta tierra legendaria, y vivido sus tradiciones y costumbres, hoy, tenemos que lamentar la ausencia de danzas típicas, sean los primorosos “llameritos”, sean los temibles “chokelas”, sean los pintorescos “puli-pulis” que con su sincera devoción regocijaban la ciudad propiciando esplendorosamente un auténtico clima de fiesta puneña. Hoy se ha dado paso a la cursilería de presentar costosas danzas importadas de la vecina república de Bolivia, que con la estridencia de sus trompetas contratadas han apagado el dulce y armonioso sonido de las “pusas”, que, con el retumbar de sus bajos en tuba han borrado los melódicos lamentos de quenas y pinquillos. El millonario atuendo de “diablos” y “caporales” de Oruro ha opacado el original y vistoso traje fiestero, transformando a nuestra querida ciudad de Puno, a la voceada Capital Folklórica del Perú en un “consulado” o agencia de folklore boliviano, en cuanto a danza y música se refiere.
Roberto Valencia Melgar, Diario Los Andes de Puno, 1968

La primera agrupación puneña nace con el nombre de Tradicional Diablada Porteño" en 1962, seguida de la "Espectacular Diablada Bellavista|Asociación Folklórica Espectacular Diablada Bellavista", en 1963. La agrupación de "Sikuris del Barrio Mañazo" de 1892 solo era un grupo musical de Misty sikuri (danza mestiza boliviana que llega a Puno por Sica Sica entre 1800 y 1850) según su acta de fundación,antes de 1892 el conjunto de Mañazo no participaba con la danza del Misty sikuri sino que era un grupo de Cintacanas como lo indican los antiguos integrantes de este grupo,la danza del Misty sikuri o sikurimoreno no es una Danza de diablos sino una multidanza que lleva solamente 1 o 2 diablos. En 1956 Alberto y Ramón Velásquez establecieron un taller para desarrollar máscaras de diablos en Puno, anteriormente cada danzante construía su propia máscara o se compraban al mascarero boliviano Antonio Vizcarra, quien utilizaba modelos de máscaras tibetanas en su construcción.

### Chile
En 1952 la comparsa Diablada Ferroviaria de Oruro fue invitada a participar de la Fiesta de La Tirana siendo el chileno Gregorio Órdenes inspirado para formar la primera comparsa chilena de diablada.

## Agrupaciones folklóricas de Diablada de Oruro
- Gran Tradicional Auténtica "Diablada Oruro" (1904)
- Fraternidad Artística y Cultural "La Diablada" (1944)
- Conjunto Tradicional "Diablada Oruro" (1944)
- Diablada "Ferroviaria" (1956)
- Diablada Artística "Urus" (1960)